# Ampallang

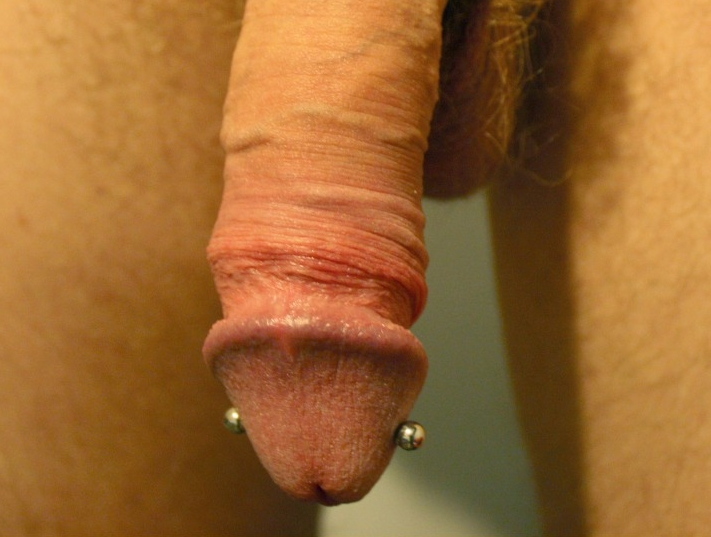
Un piercing di tipo ampallang.

L'ampallang, conosciuto anche come palang (chiavistello in lingua iban), termine divenuto popolare grazie ai racconti di Doug Malloy, è un tipo di piercing genitale maschile che trapassa completamente il glande del pene in senso orizzontale.

## Storia

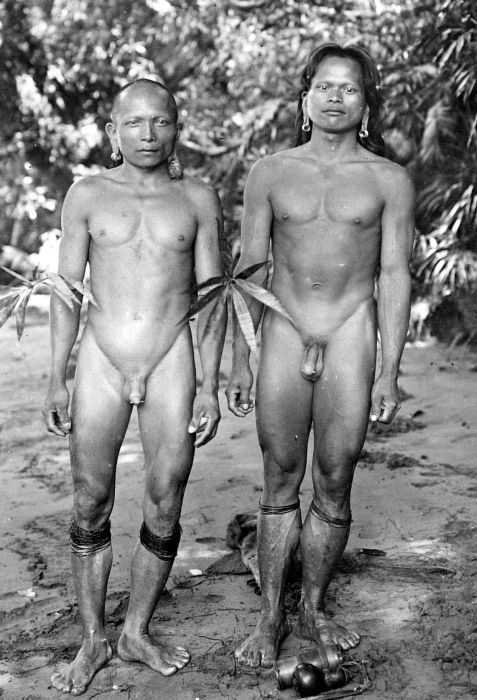
Due uomini del popolo Kenyah, entrambi con piercing a forma di asta (barbell) inseriti come ampallang, nel Borneo, in una fotografia del 1920.

L'origine protomalese dei piercing penieni è antecedente al primo contatto degli europei con le tribù residenti, tra gli altri paesi, nelle Filippine e nel Borneo.
Nelle Filippine, in particolare, era in uso un piercing chiamato il "bastone del pene"; viene descritto fin dal 1520 da Antonio Pigafetta nella sua Relazione del primo viaggio intorno al mondo e poi ancora nel 1590 nel Codice Boxer; secondo Thomas Cavendish, l'invenzione di tale pratica nelle Filippine si deve alle donne, le quali la introdussero per prevenire la sodomia (la variante del palang utilizzato nelle Filippine prevede infatti una specie di pungolo o sperone).
Nel Borneo l'utilizzo del palang è praticato in diverse tribù, dal Sarawak al Sabah. In questo caso il piercing genitale ha uno scopo tanto rituale quanto erotico.
Per quanto riguarda il primo scopo, l'esploratore olandese Anton Willem Nieuwenhuis, nel suo libro intitolato In Centraal Borneo: reis van Pontianak naar Samarinda e riguardante il suo viaggio nel Borneo del 1897, ne parla in questo modo, descrivendo anche l'originale procedura di applicazione di un palang:
(Anton Willem Nieuwenhuis)
Per quanto invece riguarda lo scopo di aumentare la stimolazione sessuale, particolarmente acuita in entrambi i partner nel caso dei piercing genitali che trapassano il glande, è noto che le donne del popolo Daiachi, nel Sarawak, in Borneo, preferiscono uomini che indossano un palang, sostenendo che, in assenza di questo, i preliminari sarebbero tristi e noiosi:
(P. Mantegazza)

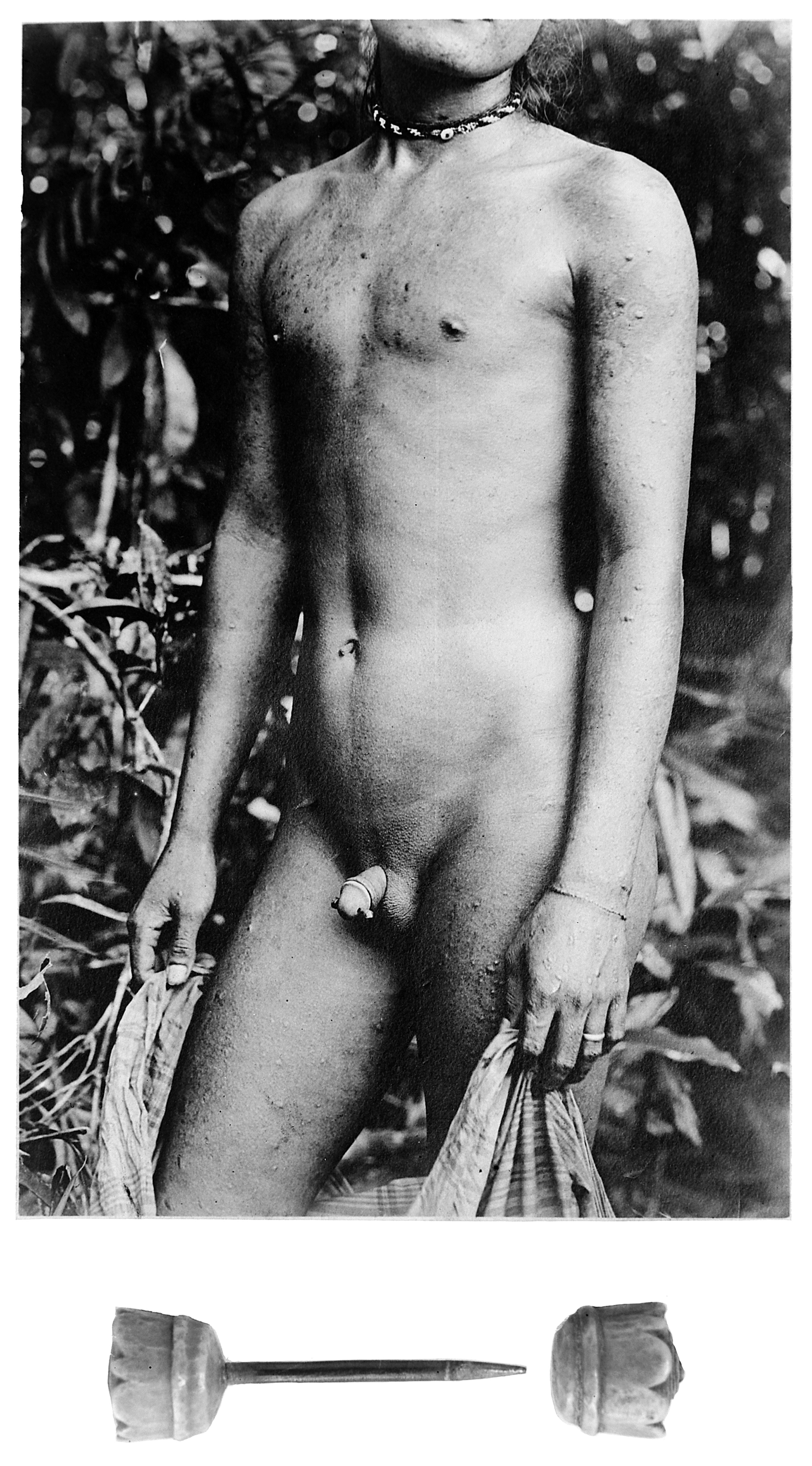
In alto una fotografia storica di un Daiachi che indossa un piercing di tipo ampallang, in basso il tradizionale gioiello indossato.

Spesso assieme al palang erano inoltre indossate delle ornamentali estensioni in legno del glande, tenute ferme proprio dal piercing stesso.
Nella società occidentale contemporanea, prima di divenire parte della cultura di massa all'inizio del ventunesimo secolo, l'ampallang, così come altri tipi di piercing genitale, è diventato popolare all'interno della comunità gay e BDSM, negli anni ottanta e novanta del ventesimo secolo. A causa dei suddetti primordiali significati anche questo piercing genitale era stato poi riportato in auge negli anni ottanta dalle cosiddette comunità dei primitivi moderni. Ispirata dai resoconti etnografici su queste pratiche tribali, questa sottocultura ha adottato la pratica del piercing genitale dandovi un significato di individualizzazione e spiritualità.

## Varianti
Nel suo attraversamento del glande, questo tipo di piercing può essere fatto passare attraverso l'uretra, nel qual caso si parla di "ampallang europeo", o al di sopra di essa, caso in cui viene chiamato "ampallang americano". Come detto, si tratta di un piercing effettuato sul glande del pene ma esiste anche una versione in cui ad essere trapassata è l'asta  (e quindi i corpi cavernosi), in tal caso il piercing viene chiamato ampallang dell'asta. La controparte dell'ampallang, l'apadravya, oltrepassa il glande verticalmente e spesso ci si riferisce ad una combinazione dei due con il termine "magic cross" (letteralmente: "croce magica").

## Applicazione e guarigione
L'ampallang è un tipo di piercing cosiddetto "estremo" e la sua applicazione può essere estremamente dolorosa. A discrezione del cliente, il piercing può essere praticato con o senza l'applicazione di un anestetico locale. Generalmente l'applicazione viene effettuata con il pene in stato di riposo e il piercing applicato è a forma di barretta diritta (straight barbell). Onde evitare problemi durante l'erezione, la lunghezza del piercing da applicare deve essere valutata dal cliente sul pene eretto, quando il glande raggiunge la massima dimensione.
La completa guarigione del pene avviene generalmente in un lasso di tempo che va dai quattro ai sei mesi ma che può arrivare anche ad un anno nel caso dell'ampallang americano. Durante il processo di guarigione, è inoltre consigliata, per chi indossa questo tipo di piercing, l'astensione dai rapporti sessuali per un periodo di tempo che va dalle sei settimane ai sei mesi. 
Dopo la guarigione il foro può essere allargato inserendo barrette dal diametro via via maggiore, fino ad arrivare ad una misura di 10 mm.

## Pericoli per la salute
I principali rischi per la salute si hanno durante l'applicazione del piercing e durante il processo di guarigione. La mancata adozione di un'adeguata igiene durante il processo di applicazione può infatti portare al rischio di contrarre malattie trasmissibili per via ematica, mentre tale mancanza durante il processo di guarigione può portare all'insorgere di infezioni. A seconda della posizione del piercing, poi, il sanguinamento può essere più o meno abbondante sia durante la realizzazione che durante la guarigione, ad esempio, dato che un ampallang dell'asta attraversa i corpi cavernosi del pene, la sua applicazione provoca in genere una perdita di sangue maggiore rispetto a quella causata da un ampallang tradizionale. Dalla posizione del piercing dipende anche il rischio di contrarre infezioni, nel caso dell'ampallang europeo (ossia quello che trapassa anche l'uretra), ad esempio, durante il periodo di guarigione, tale probabilità è ridotta dal continuo flusso di urina sterile. Dall'altro lato, un ampallang europeo, modificando il flusso dell'urina, potrebbe costringere chi lo indossa a dover urinare da seduto.
Alcuni medici ritengono che i piercing genitali maschili che interessano il glande aumentino il rischio di trasmissione di malattie veneree rendendo meno efficace la protezione offerta dal preservativo. In due diverse indagini, dal 5% al 18% degli uomini con un piercing genitale avevano in effetti riscontrato dei non meglio specificati "problemi ad usare i preservativi", sebbene non fosse chiaro quanti di essi li usassero regolarmente. In definitiva non vi è stata ancora nessuna conclusione certa circa l'aumento del rischio di contrarre malattie veneree se si indossa, o se il partner indossa, un piercing genitale di questo o di qualche altro tipo.

## Funzioni
Al di là delle motivazioni estetiche, i piercing del glande sono spesso indossati anche per l'aumento della stimolazione sessuale che producono in entrambi i partner. Secondo quanto sostengono i suoi utilizzatori, l'ampallang è particolarmente efficace nell'aumento della stimolazione nel partner penetrato quando si tratta di rapporti anali; per quanto riguarda i rapporti vaginali, infatti, il più adatto al suddetto scopo sembra essere l'apadravya.